# Urocoras matesianus
Urocoras matesianus là một loài nhện trong họ Agelenidae.
Loài này thuộc chi Urocoras. Urocoras matesianus được miêu tả năm 1973 bởi de Blauwe.